# 法尔西 (犹他州)
法尔西（英文：Farr West），是美国犹他州韦伯县下属的一座城市。建市于 1858年，面积大约为6.04平方英里（15.6平方公里），海拔约为4,265英尺（1,300米）。根据2010年美国人口普查，该市有人口5,928人。